# Karel Vosátka (fotbalista)
Karel Vosátka je bývalý český fotbalista, záložník.

## Fotbalová kariéra
V lize hrál za SK Kladno. V lize odehrál 85 utkání a dal 2 góly.

## Ligová bilance
| Ročník               | Zápasy | Góly | Klub      |
| -------------------- | ------ | ---- | --------- |
| Národní liga 1939/40 | -      | 1    | SK Kladno |
| Národní liga 1940/41 | -      | 1    | SK Kladno |
| Národní liga 1941/42 | -      | 0    | SK Kladno |
| Národní liga 1942/43 | -      | 0    | SK Kladno |
| Národní liga 1943/44 | -      | 0    | SK Kladno |
| CELKEM               | 82     | 2    |           |